# Підв'язкова змія східна
Підв'язкова змія східна (Thamnophis sauritus) — змія з роду Підв'язкові змії родини Вужеві. Має 3 підвиди. Інша назва «флоридська підв'язкова змія».

## Опис
Загальна довжина коливається від 50 до 90 см. Струнка змія, з тонким тулубом й довгим хвостом, який складає до третини загальної довжини. Голова широка, з мордою, яка звужується на кінці. Має великі очі. Луска кілевата. Характерний малюнок складається з трьох білих, жовтих або зеленуватих поздовжніх смуг (одна по хребту та дві з боків), які тягнуться вздовж усього чорного або темно-коричневого тулуба. По кутах рота луска біла або жовта, з темними краями. Черево білого, жовтуватого або зеленуватого кольору без плям.

## Спосіб життя
Полюбляє луки і прерії, береги річок, озер та інших водойм. Зазвичай можна зустріти на відкритих ділянках, де вона гріється на сонечку. Гарно плаває, здобич нерідко ловить прямо у воді. Харчується жабами, хвостатими амфібіями, дрібною рибою.
Це яйцеживородна змія. Самиця народжує до 5—10 дитинчат.

## Розповсюдження
Мешкає у східній частині Північної Америки: від штату Флорида (США) до Квебеку (Канада).

## Підвиди
- Thamnophis sauritus sackenii
- Thamnophis sauritus sauritus
- Thamnophis sauritus septentrionalis